# Buran, Luhansk
Buran (în ucraineană Буран), cunoscut până în 2016 sub numele de Enhelsove (în ucraineană Енгельсове), este o așezare de tip urban din orașul regional Luhansk, regiunea Luhansk, Ucraina. Face parte din comunitatea orașului Molodohvardiisk.

## Demografie
Componența lingvistică a așezării de tip urban Buran
     Rusă (96,07%)
     Ucraineană (3,43%)
Conform recensământului din 2001, majoritatea populației așezării de tip urban Buran era vorbitoare de rusă (96,07%), existând în minoritate și vorbitori de ucraineană (3,43%).